# Česko na mistrovství světa v hokejbalu
Česko na mistrovství světa v hokejbalu patří spolu s Kanadou a Slovenskem mezi nejúspěšnější hokejbalové týmy na mistrovství světa. V letech 1996 až 2022 muži pouze dvakrát nestáli na stupních vítězů, další medaile získali také ženy a veteráni.

## Umístění podle let
| Rok             | Muži             | Ženy             | Veteráni         |
| --------------- | ---------------- | ---------------- | ---------------- |
| 1996 Bratislava | Stříbrná medaile | —                | —                |
| 1998 Litoměřice | Zlatá medaile    | —                | —                |
| 1999 Zvolen     | Bronzová medaile | —                | —                |
| 2001 Toronto    | Stříbrná medaile | —                | —                |
| 2003 Sierre     | Stříbrná medaile | —                | —                |
| 2005 Pittsburgh | 5                | —                | —                |
| 2007 Ratingen   | Stříbrná medaile | Bronzová medaile | —                |
| 2009 Plzeň      | Zlatá medaile    | Bronzová medaile | —                |
| 2010 Bratislava | —                | —                |                  |
| 2011 Bratislava | Zlatá medaile    | Bronzová medaile | —                |
| 2012 Plzeň      | —                | —                | Stříbrná medaile |
| 2013 St.John's  | Stříbrná medaile | Bronzová medaile | —                |
| 2014 Tampa      | —                | —                |                  |
| 2015 Zug        | Bronzová medaile | Stříbrná medaile | —                |
| 2016 Montréal   | —                | —                |                  |
| 2017 Pardubice  | Bronzová medaile | Zlatá medaile    | —                |
| 2019 Košice     |                  |                  |                  |
| 2022 Laval      | Stříbrná medaile | Stříbrná medaile |                  |
| 4/7/7           | 3/6/3            | 1/2/5            | 0/1/0            |